# Wiktor Groszkowski
Wiktor Groszkowski (ur. 17 października 1868 roku w Kościelnicy, zm. 18 sierpnia 1936 roku w Łodzi) – wiceprezydent Łodzi, aptekarz.

## Życiorys
Od 1892 roku był zarządcą apteki Kazimierza Leinwebera na pl. Wolności w Łodzi, następnie dzierżawił ją w latach 1899–1909. W 1909 roku otworzył aptekę przy ul. Konstantynowskiej 17 (ob. ul. Legionów 17). Posiadał własne laboratorium farmaceutyczne. Ponadto założył Instytut Wód Mineralnych i Sztucznych przy ul. 6 Sierpnia 98, który prowadził do 1940 roku.
W 1914 roku po ucieczce władz carskich z Łodzi uczestniczył w działalności Głównego Komitetu Obywatelskiego, zastępującego władze miejskie. Działał w Sekcji Zaprowiantowania Miasta – skupował żywność poza Łodzią i sprowadzał ją do niej. Uczestniczył w pracach Komitetu Opałowego, wydzielając opał instytucjom i mieszkańcom miasta. Działał również w Komitecie Obywatelskim Niesienia Pomocy Biednym, oferując tanie pożyczki ubogim, a także w Komitecie Tanich i Bezpłatnych Kuchni oferując biednym ciepłe posiłki. W okresie okupacji niemieckiej w 1915 roku odmówił członkostwa w Radzie Miejskiej w Łodzi z nominacji władz okupacyjnych. W konsekwencji został zamknięty na 6 miesięcy w obozie jenieckim w Beniaminowie koło Nieporętu.
Od 1919 roku przez kilka lat wraz z Janem Stypułkowskim oraz Ryszardem Pfeifferem prowadził wydawnictwo „Kurier Łódzki”. W 1923 roku został wybrany do Rady Miejskiej w Łodzi. W tym samym roku został wiceprezydentem miasta – funkcję tę piastował do 1927 roku. Był jednym z inicjatorów budowy kanalizacji w mieście, budowy szkół, pierwszych łódzkich przedszkoli i zakładu rentgenowskiego. Był jednym z inicjatorów budowy pomnika Tadeusza Kościuszki oraz powstania Nagrody Literackiej Miasta Łodzi. Był współtwórcą Stowarzyszenia Robotników Chrześcijańskich w Łodzi, którego początkowo był wiceprezesem, a od 1919 roku prezesem. Działał w Łódzkim Chrześcijańskim Towarzystwie Dobroczynności, Komitecie Kolonii Letnich dla Biednych i Chorych Dzieci oraz w Komitecie Opieki Szkolnej. Wspierał inicjatywę „Kropla Mleka” związaną z opieką nad noworodkami i ich matkami. Był również członkiem i założycielem Stowarzyszenia Aptekarzy w Łodzi, członkiem oddziału łódzkiego Towarzystwa Opieki Szkolnej, wiceprezesem Towarzystwa Teatralnego w Łodzi oraz założycielem i prezesem Rady Nadzorczej spółki akcyjnej Fabryka Papy Dachowej i Produktów Smołowcowych „Gospodarz” w Sieradzu.
Został pochowany w grobie ziemnym na cmentarzu katolickim przy ul. Ogrodowej w Łodzi.

## Odznaczenia
- Pro Ecclesia et Pontifice (1923)
- Odznaka Powstańcza nadana przez Związek Byłych Uczestników Powstań Narodowych RP (1932)[3][4].